# Chad en los Juegos Olímpicos de Seúl 1988
Chad estuvo representado en los Juegos Olímpicos de Seúl 1988 por seis deportistas masculinos que compitieron en atletismo.
El portador de la bandera en la ceremonia de apertura fue el atleta Paul Ngadjadoum. El equipo olímpico chadiano no obtuvo ninguna medalla en estos Juegos.